# New York (staat)
New York (ook archaïsch Nieuw Jorck) is een van de staten van de Verenigde Staten. De standaardafkorting voor de "Empire State", zoals de bijnaam luidt, is NY. De hoofdstad is Albany. De staat behoort tot de Midden-Atlantische en noordoostelijke regio's van de Verenigde Staten en is de op zes na dichtstbevolkte staat van het land. New York deelt zijn grenzen met de staten New Jersey en Pennsylvania in het zuiden en Connecticut, Massachusetts en Vermont in het oosten. De staat heeft ook een maritieme grens met de staat Rhode Island ten oosten van Long Island. Verder grenst New York aan de Canadese provincies Ontario in het westen en Quebec in het noorden. Vaak verwijst men naar de staat met New York State om onderscheid te maken met de gelijknamige stad New York, die dan als New York City wordt aangeduid.
New York (City) is de grootste stad van de staat en ook van de hele Verenigde Staten. Het staat historisch bekend als toegangspoort voor immigranten die de Verenigde Staten binnenkwamen via Ellis Island en ook vanwege zijn financiële, culturele en industriële status. Zowel de staat als de stad werden vernoemd naar Jacobus Stuart, de zeventiende-eeuwse hertog van York die later koning Jacobus II van Engeland werd.
New York werd aan het begin van de zeventiende eeuw, toen Nederlanders en Fransen zich in de regio vestigden, bewoond door de inheemse volken Algonkin, de Irokezen en de Lenni-Lenape. Het gebied werd voor het eerst officieel opgeëist door Henry Hudson in 1609 waarna Nederlandse forten ter hoogte van Fort Oranje werden opgericht in 1614, niet ver van de huidige hoofdstad Albany. De Nederlanders koloniseerden de gebieden van Albany en Manhattan in 1624 en de Britten annexeerden vervolgens Manhattan en de kolonie in 1664.
De grenzen van de Britse kolonie met de naam Provincie van New York waren in grote mate gelijk aan die van de huidige staat. Ongeveer een derde van alle veldslagen van de Amerikaanse Onafhankelijkheidsoorlog vonden plaats in New York. De staat verklaarde zich onafhankelijk op 9 juli 1776 en bekrachtigde zijn grondwet in 1777. Op 26 juli 1788 ratificeerde de staat New York als 11e staat van de Verenigde Staten de Amerikaanse grondwet.

## Geschiedenis
Het gebied van de Algonkin, de Irokezen en de Lenni-Lenape dat nu de staat New York heet, werd begin 17e eeuw door de Nederlanders gekoloniseerd, die Fort Nassau en later Fort Oranje stichtten bij wat nu Albany is. Zij stichtten ook Nieuw-Amsterdam op het eiland Manhattan. In 1664 kregen de Engelsen de macht, waarna zij Nieuw-Amsterdam omdoopten tot New York, ter ere van de hertog van York. Tijdens de Derde Engels-Nederlandse Oorlog was de kolonie van 1673 tot 1674 weer tijdelijk in Nederlandse handen.
New York was een van de dertien koloniën die in de 18e eeuw in opstand kwamen tegen de Britse overheersing. Omdat de hoofdstad New York tijdens de opstand in Engelse handen bleef, werd Kingston in 1777 de voorlopige hoofdstad van de opstandige kolonie New York. George Clinton werd de eerste gouverneur.
Op 26 juli 1788 werd New York formeel, als 11e, een staat van de Verenigde Staten.
Bij de midterm verkiezingen van 6 november 1918 werd aan de (mannelijke) kiezers het voorstel voorgelegd, om het kiesrecht op deelstaatsniveau ook open te stellen voor vrouwen. Dit voorstel werd aangenomen. Ook werd de katholieke Democraat Al Smith gekozen tot gouverneur.
In 1932 werden in Lake Placid, New York, de 3e Olympische Winterspelen gehouden.

## Geografie van New York
De staat New York beslaat 141.205 km², waarvan 122.409 km² land. Het hoogste punt is de top van Mount Marcy op 1629 m boven zeeniveau.
New York grenst in het noorden en westen aan Canada en de meren Eriemeer en Ontariomeer. In het zuiden grenst het aan de staten Pennsylvania en New Jersey, en in het oosten aan Connecticut, Massachusetts en Vermont.
New York is rijk aan meren en rivieren. Het grote Champlainmeer vormt een gedeelte van de grens met Vermont. De belangrijkste rivier is de Hudson die in de staat ontspringt en bij de stad New York in de Atlantische Oceaan stroomt. Bekend zijn tevens de Niagarawatervallen op de grens met Canada. De belangrijkste eilanden zijn Manhattan, Long Island en Staten Island.

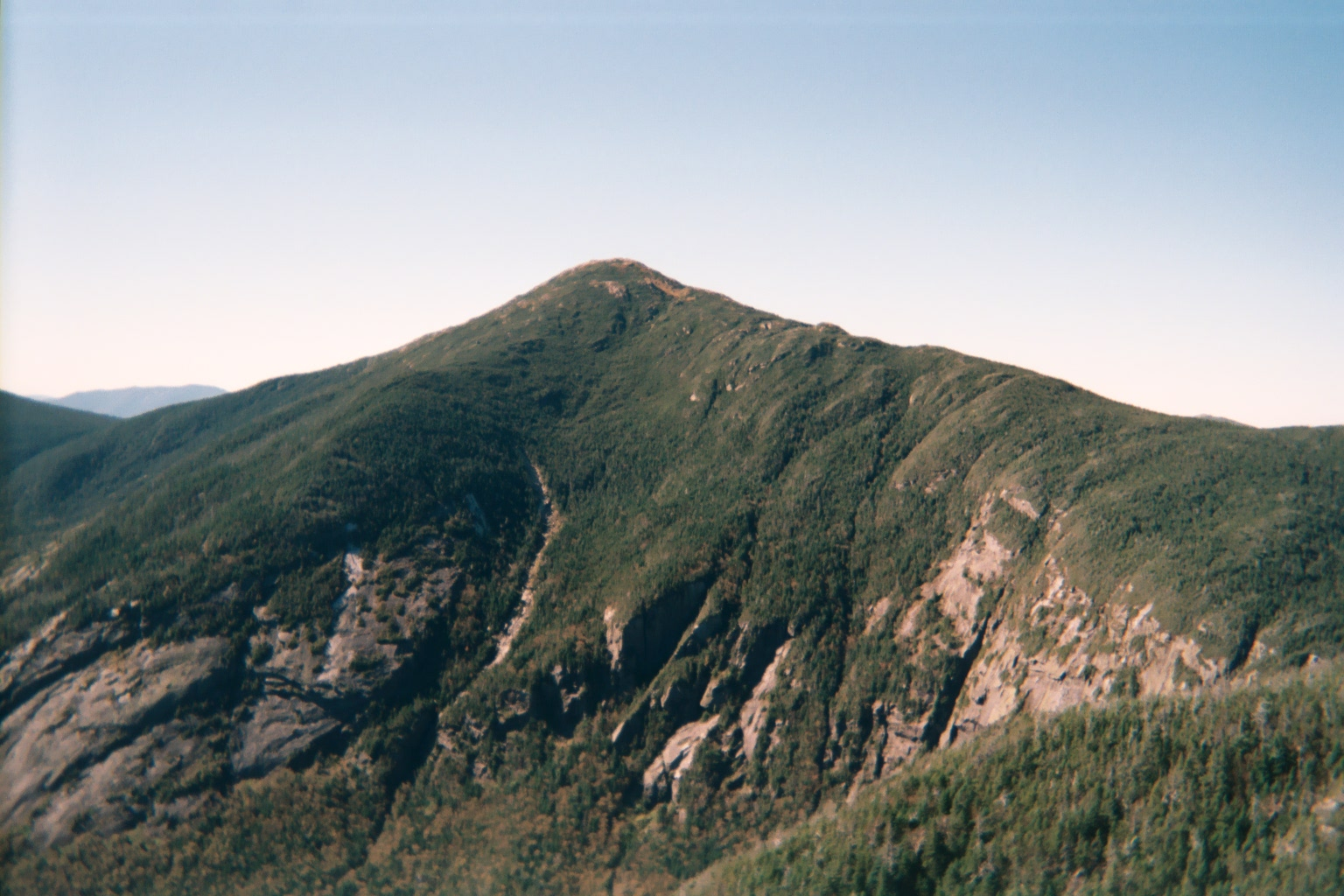
Mount Marcy
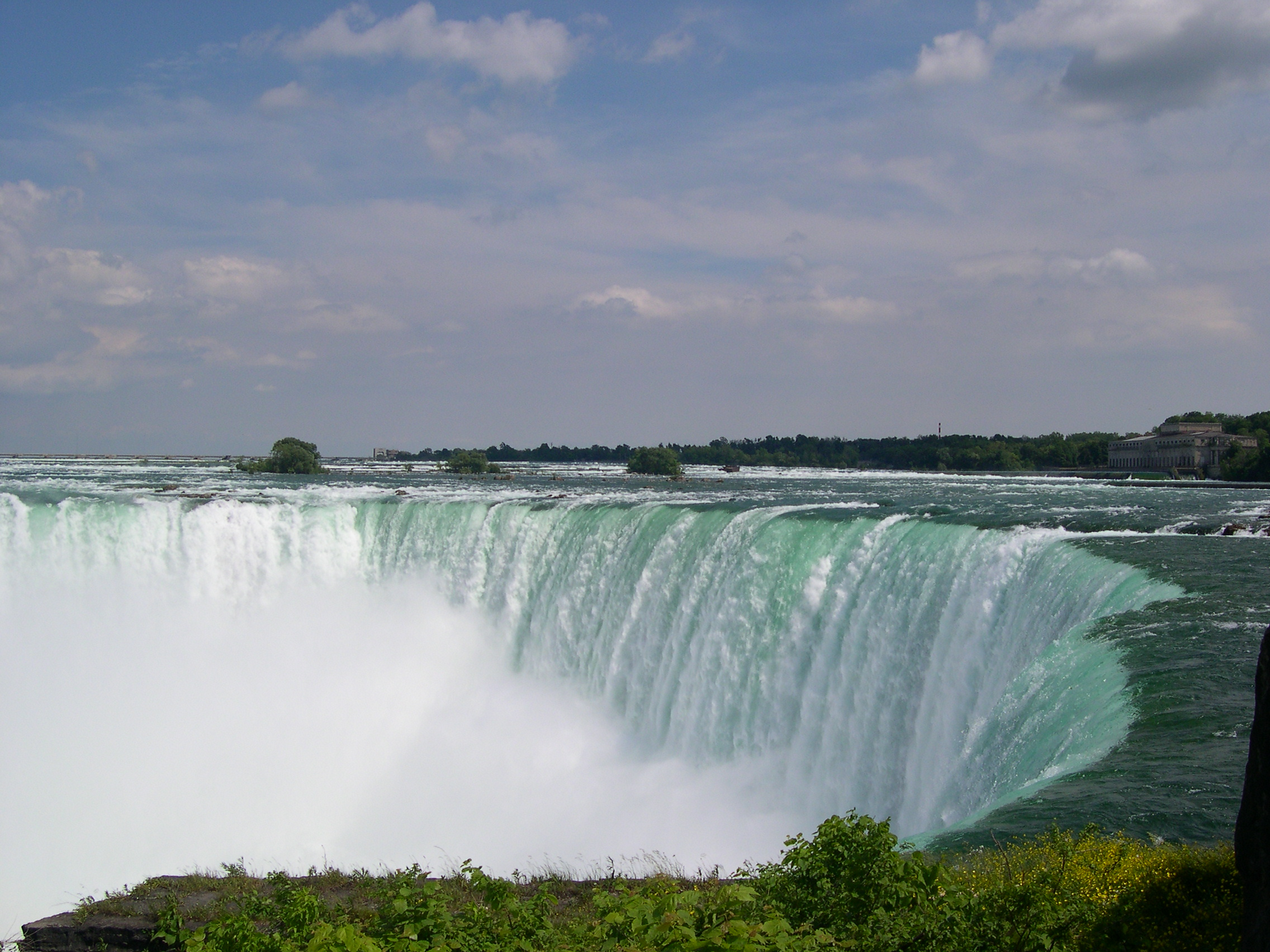
Niagarawatervallen
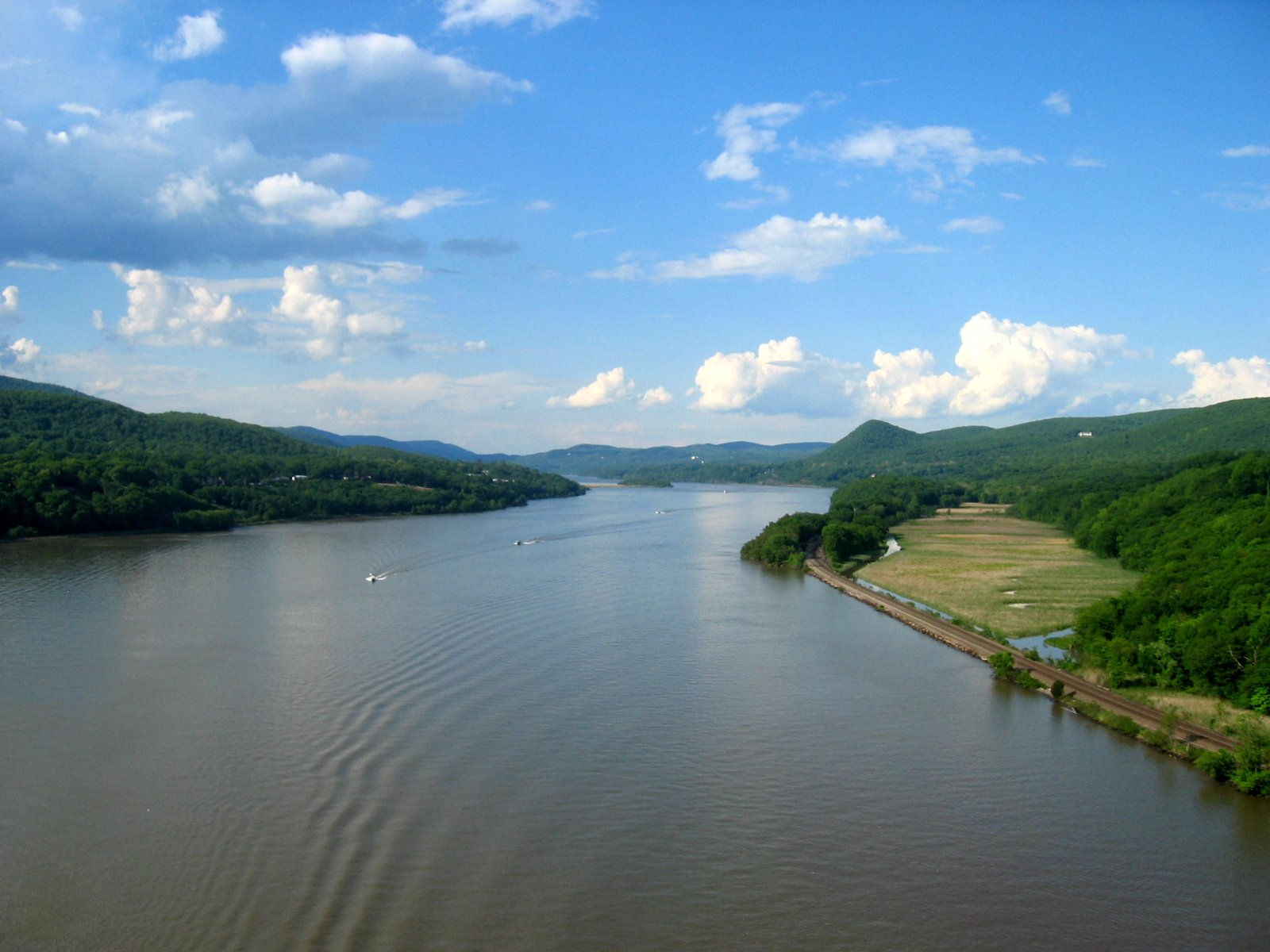
Hudson-rivier

## Demografie en economie
| Jaar | Populatie  | %±    |
| 1790 | 340.120    | -     |
| 1800 | 589.051    | 73,2% |
| 1810 | 959.049    | 62,8% |
| 1820 | 1.372.851  | 43,1% |
| 1830 | 1.918.608  | 39,8% |
| 1840 | 2.428.921  | 26,6% |
| 1850 | 3.097.394  | 27,5% |
| 1860 | 3.880.735  | 25,3% |
| 1870 | 4.382.759  | 12,9% |
| 1880 | 5.082.871  | 16,0% |
| 1890 | 5.997.853  | 18,0% |
| 1900 | 7.268.894  | 21,2% |
| 1910 | 9.113.614  | 25,4% |
| 1920 | 10.385.227 | 14,0% |
| 1930 | 12.588.066 | 21,2% |
| 1940 | 13.479.142 | 7,1%  |
| 1950 | 14.830.192 | 10,0% |
| 1960 | 16.782.304 | 13,2% |
| 1970 | 18.236.967 | 8,7%  |
| 1980 | 17.558.072 | -3,7% |
| 1990 | 17.990.455 | 2,5%  |
| 2000 | 18.976.457 | 5,5%  |
| 2006 | 19.306.183 | 1,7%  |

In 2000 telde New York 18.976.457 inwoners (134 per km²), waarmee het de derde staat qua inwoners is na Californië en Texas. De economie van New York is de tweede grootste van de VS na die van Californië. Het bruto product van de staat bedroeg in 1999 755 miljard dollar. Landbouw en industrie zijn er niet onbelangrijk, maar New York - vooral de stad New York - is toch het meest bekend als financieel centrum van de wereld (zie New York Stock Exchange en Wall Street).
Omdat de wereldstad New York in het zuidelijkste deel van de staat zo verschillend is van de rest van de staat, wordt het gebied ten noorden van de stad vaak Upstate New York genoemd. Upstate New York is landelijker, dunner bevolkt en politiek gezien conservatiever dan de stad New York.
De belangrijkste steden in de staat zijn New York, Buffalo, Rochester, Syracuse en de hoofdstad Albany. De militaire academie West Point bevindt zich in de gelijknamige plaats. De staat ligt in de Eastern-tijdzone.
New York is een langzaam groeiende staat, met een hoog immigrantengehalte. In New York is 15,8% Afro-Amerikaans, 14,4% heeft een Italiaanse achtergrond, 14,2% een Latijns-Amerikaanse (vaak als Latinos aangeduid), 12,9% een Ierse en 11,1% heeft zijn wortels in Engeland.
De godsdienstige voorkeuren van de populatie in New York:
- Christen – 68%
  - Rooms-katholiek – 38%
  - Baptist – 7%
  - Methodist – 6%
  - Presbyterianist – 2%
  - Episcopalist – 2%
  - Lutheraan – 2%
  - Pinksterchristen – 2%
  - Anders – 9%
- Jood – 9%[1]
- Moslim – 2%
- Boeddhist – 1%
- Anders religieus – 4%
- Niet-gelovig – 13%

## Bestuurlijke indeling
New York is onderverdeeld in 62 county's.

## Politiek
Aan het hoofd van de uitvoerende macht van de staat New York staat een gouverneur, die direct gekozen wordt door de kiesgerechtigden in de staat. In 2010 is Andrew Cuomo van de Democratische Partij verkozen tot gouverneur van de staat.  Op 10 augustus 2021 maakte hij, na beschuldigingen van seksuele intimidatie, bekend af te treden. Twee weken later werd hij opgevolgd door plaatsvervangend gouverneur Kathy Hochul, die daarmee de eerste vrouwelijke gouverneur van New York werd.
De wetgevende macht bestaat uit het Volksvergadering van New York (New York State Assembly) met 150 leden en de Senaat van New York (New York State Senate) met 62 leden.